# Nati nel 1954/Giugno
| Questa pagina contiene informazioni ricavate automaticamente dalle voci biografiche con l'ausilio del template Bio e di un bot. L'aggiornamento è periodico e automatico e ricostruisce completamente la pagina. Se manca una persona in questa lista, sei pregato di non aggiungerla, ma accertati piuttosto che la sua voce biografica contenga il template Bio e che i dati anagrafici siano correttamente compilati. Se il template Bio manca, inseriscilo tu stesso o, in alternativa, metti l'avviso {{tmp\|Bio}} che ne segnala la mancanza. Se i dati riportati sono sbagliati, correggi direttamente la voce biografica; le modifiche saranno visibili in questa lista entro pochi giorni. Per chiarimenti vedi il progetto biografie. La lista contiene solo le 267 persone che sono citate nell'enciclopedia e per le quali è stato implementato correttamente il template Bio. Pagina aggiornata al 18 ago 2025. |

- 1º giugno - Nick Busick, wrestler statunitense († 2018)
- 1º giugno - Bartolo Fazio, politico italiano († 2019)
- 1º giugno - Mario Pappagallo, giornalista e scrittore italiano († 2022)
- 1º giugno - Torbjørn Svendsen, ex calciatore norvegese
- 1º giugno - Roberto Vichi, dirigente sportivo e ex calciatore italiano
- 1º giugno - Dan Zetterstrom, ornitologo e illustratore svedese
- 2 giugno - Vladislav Bajac, scrittore, poeta e giornalista serbo
- 2 giugno - Richard Allen Davis, assassino statunitense
- 2 giugno - Riccardo De Magistris, ex pallanuotista italiano
- 2 giugno - Dennis Haysbert, attore statunitense
- 2 giugno - Kęstutis Kasparavičius, scrittore e illustratore lituano
- 2 giugno - Chiyoko Kawashima, doppiatrice giapponese
- 2 giugno - Georges Lech, ex calciatore francese
- 2 giugno - Giovanni Nerbini, vescovo cattolico italiano
- 2 giugno - Steve Raible, ex giocatore di football americano statunitense
- 2 giugno - Zdeněk Šreiner, calciatore cecoslovacco († 2017)
- 3 giugno - Bouasone Bouphavanh, rivoluzionario, politico e patriota laotiano
- 3 giugno - Dulce Chacón, scrittrice e poetessa spagnola († 2003)
- 3 giugno - Andrea Conte, ex calciatore italiano
- 3 giugno - Dan Hill, cantautore canadese
- 3 giugno - Janusz Kondrat, ex schermidore polacco
- 3 giugno - Allain Leprest, cantautore francese († 2011)
- 3 giugno - Mart Nooij, allenatore di calcio olandese
- 3 giugno - Bajram Rexhepi, politico kosovaro († 2017)
- 3 giugno - Sue Stap, ex tennista statunitense
- 3 giugno - Monica Törnell, cantante svedese
- 4 giugno - Daniele Galli, politico italiano
- 4 giugno - Hermann Gerland, allenatore di calcio e ex calciatore tedesco
- 4 giugno - Tsuruhiko Kiuchi, astronomo giapponese († 2024)
- 4 giugno - Armin Kreiner, teologo tedesco
- 4 giugno - Giōrgos Mauroudīs, ex calciatore cipriota
- 4 giugno - Raphael Ravenscroft, sassofonista britannico († 2014)
- 4 giugno - Luc-Adolphe Tiao, politico burkinabé
- 4 giugno - José Velásquez, ex calciatore peruviano
- 5 giugno - Julio César Arzú, allenatore di calcio e ex calciatore honduregno
- 5 giugno - Franco Bernini, sceneggiatore e regista italiano
- 5 giugno - Haluk Bilginer, attore turco
- 5 giugno - Gregorio Dell'Anna, politico italiano
- 5 giugno - Ludwik Dorn, politico polacco († 2022)
- 5 giugno - Peter Erskine, batterista statunitense
- 5 giugno - Ernie Ewert, ex tennista australiano
- 5 giugno - Flavio Giovenale, vescovo cattolico italiano
- 5 giugno - Jurij Lykov, ex schermidore sovietico
- 5 giugno - Antonio Maria Magro, attore, regista e sceneggiatore italiano
- 5 giugno - Alberto Malesani, allenatore di calcio italiano
- 5 giugno - Steven Meisel, fotografo statunitense
- 5 giugno - Nancy Stafford, attrice, conduttrice televisiva e scrittrice statunitense
- 5 giugno - Jonathan Zacks, cestista israeliano († 2005)
- 6 giugno - Françoise Blanchard, attrice e doppiatrice francese († 2013)
- 6 giugno - Roberto Bozzetti, disc jockey e musicista italiano († 2006)
- 6 giugno - Robert Milner Coerver, vescovo cattolico statunitense
- 6 giugno - Harvey Fierstein, attore, sceneggiatore e cantante statunitense
- 6 giugno - Monika Jaworski, ex cestista tedesca
- 6 giugno - Jorge Mendonça, calciatore brasiliano († 2006)
- 6 giugno - Giuseppe Mascheroni, ex calciatore italiano
- 6 giugno - Tim O'Reilly, editore irlandese
- 6 giugno - Urve Tiidus, politica e giornalista estone
- 6 giugno - Władysław Żmuda, allenatore di calcio e ex calciatore polacco
- 7 giugno - Paolo Barelli, ex nuotatore, dirigente sportivo e politico italiano
- 7 giugno - Louise Erdrich, scrittrice e poetessa statunitense
- 7 giugno - Bruno Giordano, politico italiano
- 7 giugno - Kerry Greenwood, scrittrice australiana († 2025)
- 7 giugno - Celeste Laudisio, regista televisivo italiano
- 7 giugno - Gary Low, cantante e compositore italiano
- 7 giugno - Michael Anthony Perry, religioso e missionario statunitense
- 7 giugno - Günther Platter, politico austriaco
- 7 giugno - Natal'ja Zubarevič, economista russa
- 8 giugno - Tiziano Ascagni, allenatore di calcio e ex calciatore italiano
- 8 giugno - Greg Ginn, chitarrista, cantante e produttore discografico statunitense
- 8 giugno - Monika Hamann, ex velocista tedesca
- 8 giugno - Muda Lawal, calciatore nigeriano († 1991)
- 8 giugno - Irina Levitina, scacchista e giocatrice di bridge statunitense
- 8 giugno - Valérie Mairesse, attrice francese
- 8 giugno - Jochen Schümann, ex velista tedesco
- 8 giugno - Mark Tornillo, cantante statunitense
- 9 giugno - Edoardo Agnelli, italiano († 2000)
- 9 giugno - Paul Chapman, chitarrista britannico († 2020)
- 9 giugno - Craig Colquitt, ex giocatore di football americano statunitense
- 9 giugno - Elizabeth May, politica e ambientalista canadese
- 9 giugno - Jad Fair, chitarrista e cantante statunitense
- 9 giugno - Milena Gabanelli, giornalista, autrice televisiva e conduttrice televisiva italiana
- 9 giugno - John Hagelin, pseudoscienziato statunitense
- 9 giugno - Richard Hudson, scenografo e costumista zimbabwese
- 9 giugno - Edit Kovács, ex schermitrice ungherese
- 9 giugno - Gregory Maguire, scrittore statunitense
- 9 giugno - Massimo Nardi, politico italiano
- 9 giugno - Paul L. Nolan, attore statunitense
- 9 giugno - Victorio Ocaño, ex calciatore argentino
- 9 giugno - George Pérez, fumettista statunitense († 2022)
- 9 giugno - Alan Waddle, ex calciatore inglese
- 9 giugno - Geoff Wegerle, ex calciatore sudafricano
- 10 giugno - Marco Balbi, doppiatore, dialoghista e attore teatrale italiano
- 10 giugno - Mariano Borgognoni, teologo e politico italiano
- 10 giugno - Marco Campioli, scacchista e compositore di scacchi italiano († 2021)
- 10 giugno - Luciano Delbianco, politico e economista croato († 2014)
- 10 giugno - T. Harv Eker, scrittore e imprenditore canadese
- 10 giugno - Ziad Fazah, linguista e insegnante libanese
- 10 giugno - Nello Formisano, politico italiano
- 10 giugno - Ute Frevert, storica tedesca
- 10 giugno - Rich Hall, comico, attore e autore televisivo statunitense
- 10 giugno - Stefano Ranuzzi, cestista e allenatore di pallacanestro italiano († 2016)
- 10 giugno - Roxanne Seeman, compositrice, paroliera e produttrice discografica statunitense
- 11 giugno - Alexander Bălănescu, violinista rumeno
- 11 giugno - Effi Birnbaum, allenatore di pallacanestro israeliano
- 11 giugno - Wilson Faumuina, giocatore di football americano samoano americano († 1986)
- 11 giugno - Gary Fencik, ex giocatore di football americano statunitense
- 11 giugno - Gerhard Grandke, politico tedesco
- 11 giugno - Giōrgos Kezos, ex calciatore cipriota
- 11 giugno - Alois Löser, monaco cristiano tedesco
- 11 giugno - Johnny Neel, cantante e musicista statunitense († 2024)
- 11 giugno - Greta Van Susteren, avvocata, giornalista e conduttrice televisiva statunitense
- 12 giugno - Gennaro Barba, batterista italiano
- 12 giugno - Linda Ann Martin, ex schermitrice britannica
- 12 giugno - Neil Oatley, ingegnere britannico
- 12 giugno - Juan José Oré, ex calciatore peruviano
- 13 giugno - Lance Kinsey, attore e sceneggiatore canadese
- 13 giugno - Heiner Koch, arcivescovo cattolico tedesco
- 13 giugno - Vilis Krištopans, politico lettone
- 13 giugno - Andrzej Lepper, politico polacco († 2011)
- 13 giugno - Alois Morgenstern, ex sciatore alpino austriaco
- 13 giugno - Ngozi Okonjo-Iweala, economista, politica e funzionaria nigeriana
- 13 giugno - Manuel Antonio Rojas, ex calciatore cileno
- 13 giugno - Désiré Tsarahazana, cardinale e arcivescovo cattolico malgascio
- 13 giugno - Alexander Zhukov, imprenditore inglese
- 14 giugno - Bob Gibbs, politico statunitense
- 14 giugno - Annarita Grapputo, attrice e ex modella italiana
- 14 giugno - Manfred Herweh, pilota motociclistico tedesco
- 14 giugno - Jurij Kurnenin, calciatore e allenatore di calcio sovietico († 2009)
- 14 giugno - Gianna Nannini, cantautrice italiana
- 14 giugno - Will Patton, attore statunitense
- 14 giugno - Francesco Rutelli, ex politico e giornalista italiano
- 14 giugno - Willem Schuth, politico tedesco
- 15 giugno - Danial Ahmetov, politico kazako
- 15 giugno - Jim Belushi, attore, musicista e comico statunitense
- 15 giugno - Gianluigi Vittorio Castelli, dirigente d'azienda italiano
- 15 giugno - Giovanni Collino, politico italiano
- 15 giugno - Terri Gibbs, cantante statunitense
- 15 giugno - Eduardo Lago, scrittore e traduttore spagnolo
- 15 giugno - Dan Laustsen, direttore della fotografia danese
- 15 giugno - Bob McDonnell, politico statunitense
- 15 giugno - Sebastiano Neri, politico e magistrato italiano
- 15 giugno - Rudy Pevenage, dirigente sportivo e ex ciclista su strada belga
- 15 giugno - Paul Rusesabagina, imprenditore ruandese
- 15 giugno - Zdeňka Šilhavá, ex discobola e pesista ceca
- 15 giugno - Beverley Whitfield, nuotatrice australiana († 1996)
- 15 giugno - Lamberto Zannier, diplomatico italiano
- 16 giugno - Jeffrey Ashby, ex astronauta statunitense
- 16 giugno - Cai Jinbiao, ex calciatore cinese
- 16 giugno - Catherine Day, economista irlandese
- 16 giugno - Patrizia Guarnieri, storica italiana
- 16 giugno - Sergej Kurëchin, compositore, musicista e attore cinematografico sovietico († 1996)
- 16 giugno - Matthew Saad Muhammad, pugile statunitense († 2014)
- 16 giugno - Nasser Nouraei, ex calciatore iraniano
- 16 giugno - Doane Perry, batterista statunitense
- 16 giugno - Pino Procopio, pittore, scultore e illustratore italiano
- 16 giugno - Giulia Sissa, grecista italiana
- 16 giugno - Bill White, avvocato e politico statunitense
- 17 giugno - David Bendeth, produttore discografico, cantautore e polistrumentista britannico
- 17 giugno - Elizabeth Diller, architetto statunitense
- 17 giugno - Mark Linn-Baker, attore statunitense
- 17 giugno - Cathy Ménard, attrice pornografica francese († 2022)
- 17 giugno - Per Egil Nygård, ex calciatore norvegese
- 17 giugno - Hamdi Osman, ex cestista egiziano
- 17 giugno - Piergiorgio Paterlini, scrittore e giornalista italiano
- 17 giugno - Mohamed Khaled el-Said, ex cestista egiziano
- 17 giugno - Luigi Tomasella, ex giocatore di baseball italiano
- 18 giugno - Jennifer, cantante e attrice francese
- 18 giugno - Marina Magistrelli, politica italiana
- 18 giugno - Raffaele Mauro, politico italiano
- 18 giugno - Viktor Mazin, sollevatore sovietico († 2022)
- 18 giugno - Maria Grazia Rosa Rosso, giornalista, conduttrice televisiva e editrice italiana
- 18 giugno - Magnus Uggla, cantante svedese
- 18 giugno - Hussein Kamel al-Majid, generale e politico iracheno († 1996)
- 19 giugno - Andrea Azzarito, attore italiano († 2004)
- 19 giugno - Jim Cooper, politico e avvocato statunitense
- 19 giugno - Jim Corsi, allenatore di hockey su ghiaccio e ex hockeista su ghiaccio canadese
- 19 giugno - Francesco Di Domenico, scrittore italiano
- 19 giugno - Nathalie Gassel, scrittrice belga
- 19 giugno - Gilda Giuliani, cantante italiana
- 19 giugno - Marina Janicke, ex tuffatrice tedesca orientale
- 19 giugno - Wanda Jewell, ex tiratrice a segno statunitense
- 19 giugno - Paul McGee, ex calciatore irlandese
- 19 giugno - Ioan Niculae, manager e dirigente sportivo rumeno
- 19 giugno - Lou Pearlman, manager e truffatore statunitense († 2016)
- 19 giugno - Aleksandar Stojanović, ex calciatore jugoslavo
- 19 giugno - Ira Terrell, ex cestista statunitense
- 19 giugno - Kathleen Turner, attrice statunitense
- 20 giugno - José Oscar Bernardi, allenatore di calcio e ex calciatore brasiliano
- 20 giugno - Steve Biggins, ex calciatore inglese
- 20 giugno - Nathaniel Castillo, ex cestista filippino
- 20 giugno - Chen Lei, politico cinese
- 20 giugno - Vladimir Golikov, ex hockeista su ghiaccio sovietico
- 20 giugno - Harald Jährling, canottiere tedesco († 2023)
- 20 giugno - Vladimir Kovin, ex hockeista su ghiaccio russo
- 20 giugno - Jarmo Laitinen, ex cestista e allenatore di pallacanestro finlandese
- 20 giugno - Gerard McBurney, compositore, arrangiatore e docente britannico
- 20 giugno - Robert McCullum, allenatore di pallacanestro statunitense
- 20 giugno - Miles O'Keeffe, attore statunitense
- 20 giugno - Mykola Pavlov, allenatore di calcio e ex calciatore sovietico
- 20 giugno - Ilan Ramon, astronauta israeliano († 2003)
- 20 giugno - Rinaldo Sagramola, dirigente sportivo italiano
- 20 giugno - Roberto Scanagatti, politico italiano
- 20 giugno - Michael Anthony, bassista statunitense
- 20 giugno - Huda Zoghbi, genetista e neuroscienziata statunitense
- 21 giugno - Steve Breheny, allenatore di pallacanestro e ex cestista australiano
- 21 giugno - Enrico Indelli, politico italiano
- 21 giugno - Robert Menasse, scrittore, traduttore e saggista austriaco
- 21 giugno - Luis Navarro Marfá, presbitero e giurista spagnolo
- 21 giugno - Mustapha Ourrad, curatore editoriale algerino († 2015)
- 21 giugno - Robert Pastorelli, attore statunitense († 2004)
- 22 giugno - Wolfgang Becker, regista e sceneggiatore tedesco († 2024)
- 22 giugno - Alfonso Belfiore, compositore italiano
- 22 giugno - Charles Canady, politico e magistrato statunitense
- 22 giugno - Amparo Muñoz, attrice e modella spagnola († 2011)
- 22 giugno - Freddie Prinze, comico e attore statunitense († 1977)
- 22 giugno - Paolo Santarelli, dirigente sportivo, allenatore di calcio e ex calciatore italiano
- 22 giugno - Bobby Valentino, violinista, chitarrista e cantautore britannico
- 23 giugno - Lorenzo Balestro, allenatore di calcio e ex calciatore italiano
- 23 giugno - Alessandro Carrera, poeta, saggista e traduttore italiano
- 23 giugno - Robert Carsen, regista canadese
- 23 giugno - Antti Kupiainen, matematico e fisico finlandese
- 23 giugno - Paolo Mariani, ex calciatore italiano
- 23 giugno - Steven Scarborough, regista statunitense
- 23 giugno - Fabio Tamburini, giornalista, saggista e economista italiano
- 24 giugno - Choi Jong-duk, ex calciatore sudcoreano
- 24 giugno - Walter Dalgal, ex ciclista su strada e dirigente sportivo italiano
- 24 giugno - Mark Edmondson, ex tennista australiano
- 24 giugno - Janina Gorzelana, ex cestista polacca
- 24 giugno - Roberto Strauss, ex nuotatore messicano
- 24 giugno - Refa'i Ahmed Taha, terrorista egiziano († 2016)
- 25 giugno - Igor' Lisovskij, ex pattinatore artistico su ghiaccio sovietico
- 25 giugno - Washington Olivera, ex calciatore uruguaiano
- 25 giugno - David Paich, cantante, tastierista e produttore discografico statunitense
- 25 giugno - Lina Romay, attrice e attrice pornografica spagnola († 2012)
- 25 giugno - Daryush Shokof, regista, scrittore e filosofo iraniano
- 25 giugno - Sonia Sotomayor, magistrato statunitense
- 25 giugno - George Șerban, politico e giornalista rumeno († 1999)
- 26 giugno - Luis Arconada, ex calciatore spagnolo
- 26 giugno - Steve Barton, attore teatrale e cantante statunitense († 2001)
- 26 giugno - Marco Lucchinelli, pilota motociclistico e cantante italiano
- 26 giugno - Sigurður Lárusson, ex calciatore islandese
- 26 giugno - Catherine Samba-Panza, politica centrafricana
- 26 giugno - David Steen, attore e scrittore statunitense
- 26 giugno - Rodolfo Valenzuela Núñez, vescovo cattolico guatemalteco
- 27 giugno - Asii Chemnitz Narup, politica groenlandese
- 27 giugno - Aleksandr Melent'ev, tiratore a segno kirghiso († 2015)
- 27 giugno - Mike Waufle, ex giocatore di football americano e allenatore di football americano statunitense
- 27 giugno - Anita Zagaria, attrice italiana
- 28 giugno - Claudio Carini, attore teatrale, regista e editore italiano
- 28 giugno - Alice Krige, attrice sudafricana
- 28 giugno - Benoît Sokal, fumettista e autore di videogiochi belga († 2021)
- 28 giugno - Diana Wallis, politica britannica
- 28 giugno - Jutta Weber, ex nuotatrice tedesca occidentale
- 29 giugno - Diego Ferrara, politico e medico italiano
- 29 giugno - Paolo Franceschelli, ex calciatore italiano
- 29 giugno - Lidia Gorlin, ex cestista, allenatrice di pallacanestro e dirigente sportiva italiana
- 29 giugno - Júnior, ex calciatore e allenatore di calcio brasiliano
- 29 giugno - Nikodem Skotarczak, criminale polacco († 1998)
- 29 giugno - Marcello Viotti, direttore d'orchestra svizzero († 2005)
- 30 giugno - Charlene de Carvalho-Heineken, imprenditrice olandese
- 30 giugno - Alex Dupont, calciatore, allenatore di calcio e dirigente sportivo francese († 2020)
- 30 giugno - Øystein Gåre, allenatore di calcio norvegese († 2010)
- 30 giugno - Bubbles Hawkins, cestista statunitense († 1993)
- 30 giugno - Laurie Kreiner, ex sciatrice alpina canadese
- 30 giugno - Serž Sargsyan, politico armeno
- 30 giugno - Naguib Sawiris, imprenditore egiziano
- 30 giugno - Steve Schlachter, ex cestista statunitense